# Tetrambon platyura
Tetrambon platyura är en stekelart som beskrevs av Henry Keith Townes, Jr. 1970. Tetrambon platyura ingår i släktet Tetrambon och familjen brokparasitsteklar. Inga underarter finns listade i Catalogue of Life.